# Irene von Treskow-Ahrens

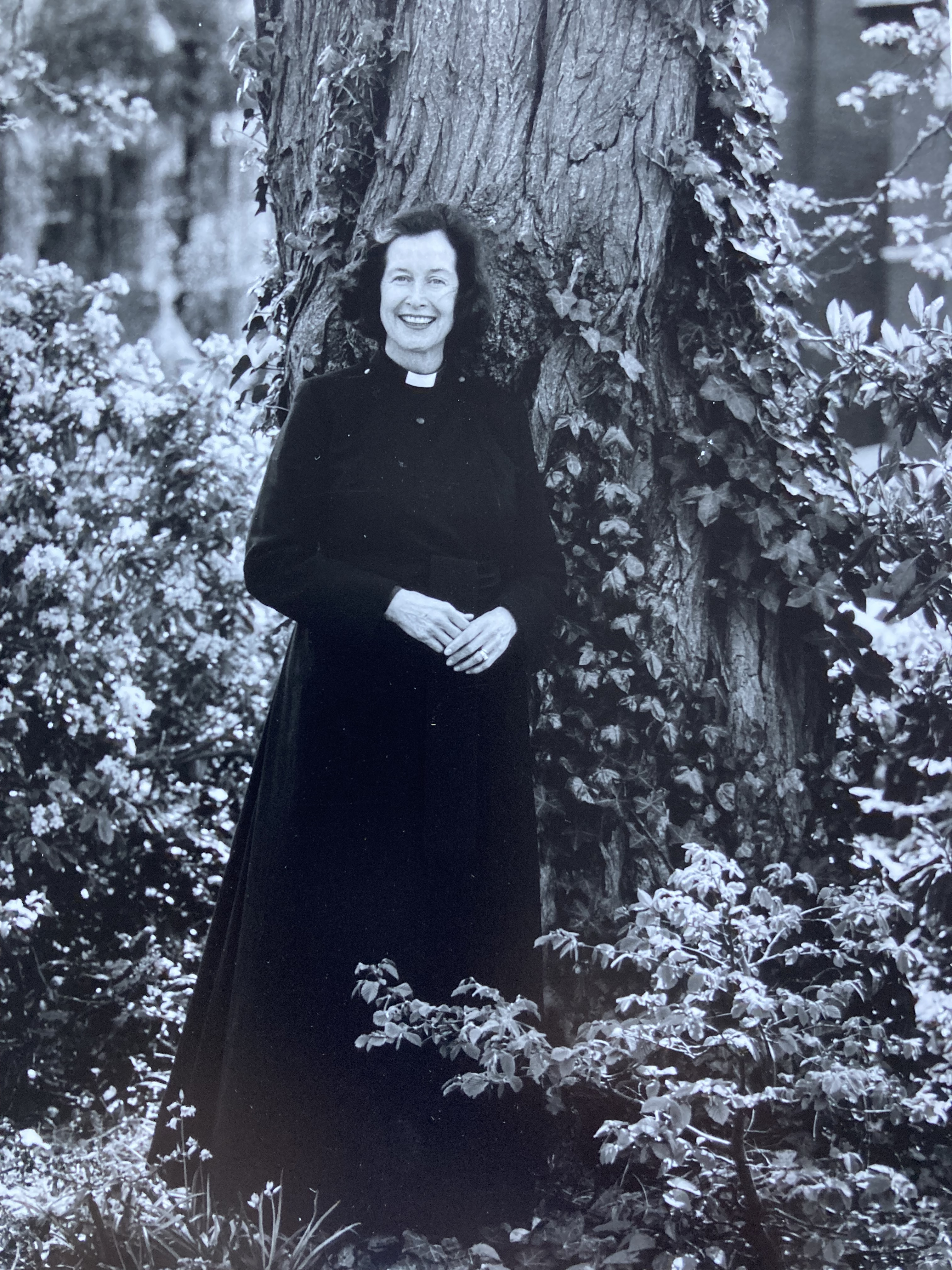
Irene von Treskow-Ahrens 1995

Irene von Treskow-Ahrens, geb. von Abercron (* 26. Juni 1940 in Berlin; † 11. Mai 2019 in Berlin), war eine deutsche Kunsthistorikerin, Illustratorin und Pastorin. Sie war die erste anglikanische Pastorin in Deutschland.

## Kunsthistorikerin
Irene von Abercron wurde zusammen mit ihrem Zwillingsbruder Klaus am 26. Juni 1940 in Berlin geboren. Ihre Eltern waren Horst von Abercron (1902–1989) und Gertrud von Abercron (1906–1976) geb. Henssler. Ihr Großvater war der Ballonfahrer Hugo von Abercron. Von 1944 bis 1949 lebte Irene zusammen mit ihrer Mutter und Großmutter auf Gut Glasau in Holstein, ab 1950 wieder in Berlin. Das Jahr 1958 verbrachte sie im Rahmen eines Fulbright-Stipendiums an dem amerikanischen Elmira College, N.Y. Von 1959 bis 1964 studierte sie Kunstgeschichte in Berlin und Bonn, heiratete 1963 den Diplomaten Wiprecht von Treskow, bekam zwei Kinder und promovierte bei Professor Herbert von Einem 1969 magna cum laude mit einer Arbeit über „Berliner Jugendstilporzellan. Die königliche Porzellan-Manufaktur von 1896–1914“. Diese Dissertation wurde 1971 bei dem Münchner Prestel Verlag in einem aufwändig bebilderten Band veröffentlicht. Die KPM-Porzellan-Sammlung Irene von Treskows steht inzwischen im Bröhan-Museum und im Belvedere in Berlin und ihre umfangreiche Sammlung Polnischer Plakatkunst wurde an die Akademie der Künste Berlin gespendet. Diese ist im Lesesaal der AdK in der Luisenstrasse, Berlin-Mitte einsehbar.

## Illustratorin
Von 1971 an studierte Irene von Treskow an der Akademie der Schönen Künste Warschau / Akademia Sztuk Pięknych w Warszawie Illustration. Sie schloss das Studium 1976 bei Henryk Tomaszewski mit Diplom ab. Von 1976 bis 1993 arbeitete sie als Illustratorin und Graphikerin für Verlage wie Benteli, Faber & Faber, Saatchi & Saatchi, Klaus Staeck, Haffmans Verlag und Urachhaus, aber auch für den tunesischen Hammelkampf-Verband „Beliomachie“ und den tunesischen Präsidenten Habib Bourguiba. Für die Royal Mail gestaltete sie verschiedene Briefmarkenserien, für das Royal Opera House London Plakate.

## Pastorin
Im Jahr 1986 heiratete Irene von Treskow in zweiter Ehe den Manager von Agfa-Gevaert London, Gustav Ahrens (1936–2015). Ab 1988 studierte sie am King’s College London Theologie und schloss dieses Studium 1993 mit einem Master ab. Im Jahr 1994 wurde sie in der Southwark Cathedral zur anglikanischen Pastorin ordiniert. Von 1995 bis 2000 arbeitete sie in St. Lukes, Kew und The Barn Church, Kew in London. Danach wirkte sie von 2000 bis zu ihrem Tod 2019 als Pastorin Reverend Irene Ahrens an der St George’s Church in Berlin.  Nach der Wiederweihe der Frauenkirche 2005 führte sie im Juni 2006 den einmal monatlich stattfindenden anglikanischen Gottesdienst an der Frauenkirche ein und hielt diesen bis Dezember 2015. Seit dem Jahr 2000 predigte sie zusammen mit der Pfarrerin Ulrike Birkner-Kettenacker in der Schifferkirche „Maria am Wasser“ und der Weinbergkirche in Dresden-Hosterwitz-Pillnitz, in der sie auch „Kunstpredigten“ hielt.

## Veröffentlichungen

### Illustrationen
- Oscar Wilde: The Canterville Ghost (Illustrationen). dtv zweisprachige Taschenbücher 1976, ISBN 978-3-423-09110-7.
- Christian Morgenstern: Sonnentage im Erdenland (Illustrationen). Verlag Urachhaus, Stuttgart 1979, ISBN 978-3-87838-304-8.
- Josef Guggemoos: Das Große Guggemoos Liederbuch (Illustrationen). Georg Bitter Verlag, Recklinghausen 1982, ISBN 978-3-7903-0295-0.
- Irene von Treskow: Mit Fremden Federn. Benteli Verlag, Bern 1983, ISBN 978-3-7165-0451-2.
- Bruno Bull: Die Mäuse von Rom (Illustrationen). Georg Bitter Verlag, Recklinghausen 1984, ISBN 978-3-7903-0308-7.
- P.D. James: A taste for Death (Buchtitel Illustration). Faber & Faber, London 1986, ISBN 978-0-571-13799-2.
- P.H. Newby: Leaning in the Wind (Buchtitel Illustration). Faber & Faber, London 1986, ISBN 978-0-571-14512-6.
- Wolf von Niebelschütz: Auch in Arkadien (Buchtitel Illustration). Haffmans Verlag, Zürich 1987, ISBN 978-3-251-00101-9.
- P.D. James: Devices and Desires  (Buchtitel Illustration). Faber & Faber, London 1990, ISBN 978-0-571-14304-7.
- Michael Dibin: The Dying of the Light (Buchtitel Illustration). Faber & Faber, London 1993, ISBN 978-0-571-16873-6.
- P.D. James: The Children of Men (Buchtitel Illustration). Faber & Faber, London 1993, ISBN 978-0-394-22319-3.
- Alain de Botton: How Proust can change your life (Buchtitel Illustration). Picador, London 1997, ISBN 978-0-330-34762-4.